# Ratpenat camallarg
El ratpenat camallarg (Macrophyllum macrophyllum) és una espècie animal pròpia de Centreamèrica i Sud-amèrica.
Viu a Centreamèrica, des de Mèxic fins a Panamà, i a Sud-amèrica, a Veneçuela, Guyana, Surinam, el Perú, Bolívia, el Brasil, el Paraguai i l'Argentina.